# Yánnis Spyrópoulos
Yánnis Spyrópoulos (en grec moderne : Γιάννης Σπυρόπουλος) est un peintre grec né en 1912 à Pýlos et décédé en 1990. Il est considéré comme l'un des plus grands peintres abstraits grecs. 

## Biographie
De 1933 à 1938, il fut élève de l'École des Beaux-Arts d'Athènes. Grâce à une bourse, il alla ensuite étudier à Paris jusqu'en 1940 puis passa la Seconde Guerre mondiale à Athènes.
Sa première exposition internationale se déroula au Caire en 1946, sa première exposition en solo fut à la galerie Parnassos d'Athènes en 1950. Il exposa ensuite à Rome (1953), Belgrade (1954) ou Stockholm (1955) et fit partie de la grande exposition Eight Greek Painters du Smithsonian de Washington en 1959. À partir de 1957, il fut sous contrat avec la World House Gallery de New York, où il fit de nombreuses expositions solo en 1959 et 1961.
Il obtint le Prix de l'Unesco à la Biennale de Venise de 1960.
Bien qu'il ait commencé avec des tableaux naturalistes, il s'engagea à partir de 1950 dans l'abstraction. Ses tableaux aux tonalités sombres sont plats, sans profondeur spatiale, avec des formes géométriques. Dans les années 1960, il s'intéressa moins à la création  de compositions abstraites, mais plus à l'analyse de l'image ainsi obtenue. Ses dernières œuvres montrent bien son insistance sur le processus pictural et le travail sur les surfaces et les textures.